# Drosophila nigrodumosa
Drosophila nigrodumosa este o specie de muște din genul Drosophila, familia Drosophilidae, descrisă de Wasserman și Fontdevila în anul 1990.
Este endemică în Venezuela. Conform Catalogue of Life specia Drosophila nigrodumosa nu are subspecii cunoscute.